# Reel no.1
Reel #1 es el primer álbum de la banda post-rock CatPeople, lanzado en el año 2006.

## Lista de canciones
| N.º    | Título                      | Duración |  |
| 1.     | «Pretty things»             | 3:11     |  |
| 2.     | «Everyone can tell you»     | 2:37     |  |
| 3.     | «Radio»                     | 4:02     |  |
| 4.     | «Party people»              | 3:30     |  |
| 5.     | «Behind»                    | 3:16     |  |
| 6.     | «Mexican life»              | 3:17     |  |
| 7.     | «Alone»                     | 2:57     |  |
| 8.     | «Next hours»                | 3:03     |  |
| 9.     | «Get up»                    | 2:54     |  |
| 10.    | «Tanya is in my bed»        | 3:24     |  |
| 11.    | «Myst»                      | 6:34     |  |
| 12.    | «Sin título» (Pista oculta) |          |  |
| 38 min |                             |          |  |

- Datos: Q6103373